# Sai (Aomori)
Sai (佐井村; Sai-mura) és una vila del Japó situada a la prefectura d'Aomori. El 2019 tenia 1.900 habitants.